# Antoni Jahołkowski
Antoni Jahołkowski (ur. 1 lipca 1931 w Radomiu, zm. 1 września 1981 we Wrocławiu) – polski aktor teatralny i filmowy, teoretyk teatru, pedagog i aktor Teatru Laboratorium.

## Życiorys
W 1952 rozpoczął studia na Akademii Górniczo-Hutniczej w Krakowie. Przerwał je dla szkoły aktorskiej, której ostatecznie nie dokończył normalnym trybem. Występował jako aktor estradowy w Teatrze Rapsodycznym, następnie Rozmaitości w Krakowie. Wystąpił w filmie Jadą goście jadą... w 1962. W 1963 w trybie eksternistycznym ukończył studia na Wydziale Aktorskim Państwowej Wyższej Szkoły Teatralnej im. Ludwika Solskiego w Krakowie.

## Aktor w Teatrze Laboratorium
Od 1959 występował w Teatrze 13 Rzędów i Teatrze Laboratorium Jerzego Grotowskiego w Opolu, następnie we Wrocławiu – aż do samorozwiązania teatru. Brał udział we wszystkich przedstawieniach zespołu. W czasie prób nad Akropolis, gdy członkowie teatru prowadzili konkretne treningi w zakresie umiejętności aktorskich, Jahołkowski kierował ćwiczeniami ze śpiewu i muzyki. Od Studium o Hamlecie wyspecjalizował się w postaciach racjonalistów i władców (np. Król w Księciu Niezłomnym oraz Szymon-Piotr w Apocalypsis cum figuris), będących antagonistami postaci ofiarniczych (kreowanych zazwyczaj przez Ryszarda Cieślaka).
W latach 70. brał udział w działaniach parateatralnych (m.in. Special Project), współpracował przy realizacji staży z cyklu Acting Therapy Zygmunta Molika, należał także do zespołu realizującego Drzewo Ludzi.
Prowadził staże parateatralne i wykłady z metody aktorskiej, m.in. na uniwersytetach amerykańskich (Nowy Jork, Hamilton, 1977), staże i warsztaty twórcze, na przykład w Berkeley (1977), Turynie, Winterthur, Monachium, Aarhus (1980/1981). W 1981 zagrał w Teatrze Laboratorium główną rolę w quasi-spektaklu Thanatos polski. Inkantacje w reżyserii Ryszarda Cieślaka. Choroba i śmierć Antoniego Jahołkowskiego spowodowała zaprzestanie prac przy Thanatosie polskim.

## Kariera teatralna
| dramat                          | autor | rola                  | reżyser                       | teatr                        | miejsce | data premiery                                         |
| ------------------------------- | --- | --------------------- | ----------------------------- | ---------------------------- | ------- | ----------------------------------------------------- |
| Jadzia wdowa                    | Ryszard Ruszkowski | Kucharz               | Jerzy Bujański                | Teatr Rozmaitości            | Kraków  | 22 kwietnia 1959                                      |
| Orfeusz                         | Jean Cocteau | Azrael, Protokulant   | Jerzy Grotowski               | Teatr 13 Rzędów              | Opole   | 10 sierpnia 1959                                      |
| Kain                            | George Byron | Adam                  | Jerzy Grotowski               | Teatr 13 Rzędów              | Opole   | 30 stycznia 1960                                      |
| Kabaret Błażeja Sartra          | Adam Kurczyna | Staruszek III, Kelner | Zygmunt Molik                 | Teatr 13 Rzędów              | Opole   | 15 maja 1960                                          |
| Misterium buffo                 | według Władymira Majakowskiego |                       | Jerzy Grotowski               | Teatr 13 Rzędów              | Opole   | 31 lipca 1960                                         |
| Siakuntala                      | według Kālidāsy | Wesołek, Rybak        | Jerzy Grotowski               | Teatr 13 Rzędów              | Opole   | 13 grudnia 1960                                       |
| Turyści                         | Estrada Publicystyczna |                       | Jerzy Grotowski               | Teatr 13 Rzędów              | Opole   | 1 kwietnia 1961                                       |
| Dziady                          | Adam Mickiewicz |                       | Jerzy Grotowski               | Teatr 13 Rzędów              | Opole   | 18 czerwca 1961                                       |
| Pamiętnik śląski                | Estrada Publicystyczna |                       | Zygmunt Molik                 | Teatr 13 Rzędów              | Opole   | 9 lipca 1961                                          |
| Idiota                          | według Fiodora Dostojewskiego | Rogożyn               | Waldemar Krygier              | Teatr 13 Rzędów              | Opole   | 21 października 1961                                  |
| Kordian                         | Juliusz Słowacki | Dozorca (Prezes)      | Jerzy Grotowski               | Teatr 13 Rzędów              | Opole   | 13 lutego 1962                                        |
| Akropolis                       | Stanisław Wyspiański | Anioł II              | Jerzy Grotowski, Józef Szajna | Teatr Laboratorium 13 Rzędów | Opole   | 10 października 1962                                  |
| Tragiczne dzieje doktora Fausta | Christopher Marlowe | Mefisto               | Jerzy Grotowski               | Teatr Laboratorium 13 Rzędów | Opole   | 23 kwietnia 1963                                      |
| Studium o Hamlecie              | na tekstach Williama Shakespeare’a i Stanisława Wyspiańskiego |                       | Jerzy Grotowski               | Teatr Laboratorium 13 Rzędów | Opole   | kwiecień 1964                                         |
| Akropolis (V wersja)            | Stanisław Wyspiański | Izaak-Strażnik        | Jerzy Grotowski               | Teatr Laboratorium           | Wrocław | 17 maja 1967                                          |
| Ewangelie próba otwarta         | | opoka                 | Jerzy Grotowski               | Teatr Laboratorium           | Wrocław | 1967                                                  |
| Książę Niezłomny                | Juliusz Słowacki | Król                  | Jerzy Grotowski               | Teatr Laboratorium           | Wrocław | 19 marca 1968                                         |
| Apocalypsis cum figuris         | Jerzy Grotowski | Szymon Piotr          | Jerzy Grotowski               | Teatr Laboratorium           | Wrocław | 19 lipca 1968                                         |
| Thanatos polski. Inkantacje     | na motywach Zbrodni i kary Fiodora Dostojewskiego (roboczy tytuł Po Dostojewsku) z tekstami wierszy Adama Mickiewicza, Czesława Miłosza, Rafała Wojaczka i Reny Mireckiej, w układzie Ryszarda Cieślaka |                       | Ryszard Cieślak               | Teatr Laboratorium           | Wrocław | próby z publicznością, oficjalny pokaz 28 lutego 1981 |

Źródło